# Södra Finnsjön
Södra Finnsjön är en sjö i Söderhamns kommun i Hälsingland och ingår i Ljusnans huvudavrinningsområde. Sjön har en area på 0,078 kvadratkilometer och ligger 95,4 meter över havet.

## Delavrinningsområde
Södra Finnsjön ingår i det delavrinningsområde (678407-155838) som SMHI kallar för Utloppet av Södra Finnsjön. Medelhöjden är 99 meter över havet och ytan är 0,32 kvadratkilometer. Räknas de 4 avrinningsområdena uppströms in blir den ackumulerade arean 1,99 kvadratkilometer. Lötån som avvattnar avrinningsområdet har biflödesordning 2, vilket innebär att vattnet flödar genom totalt 2 vattendrag innan det når havet efter 41 kilometer. Avrinningsområdet består mestadels av skog (59 procent). Avrinningsområdet har 0,09 kvadratkilometer vattenytor vilket ger det en sjöprocent på 27,5 procent.